# 61 Pułk Piechoty (Imperium Rosyjskie)

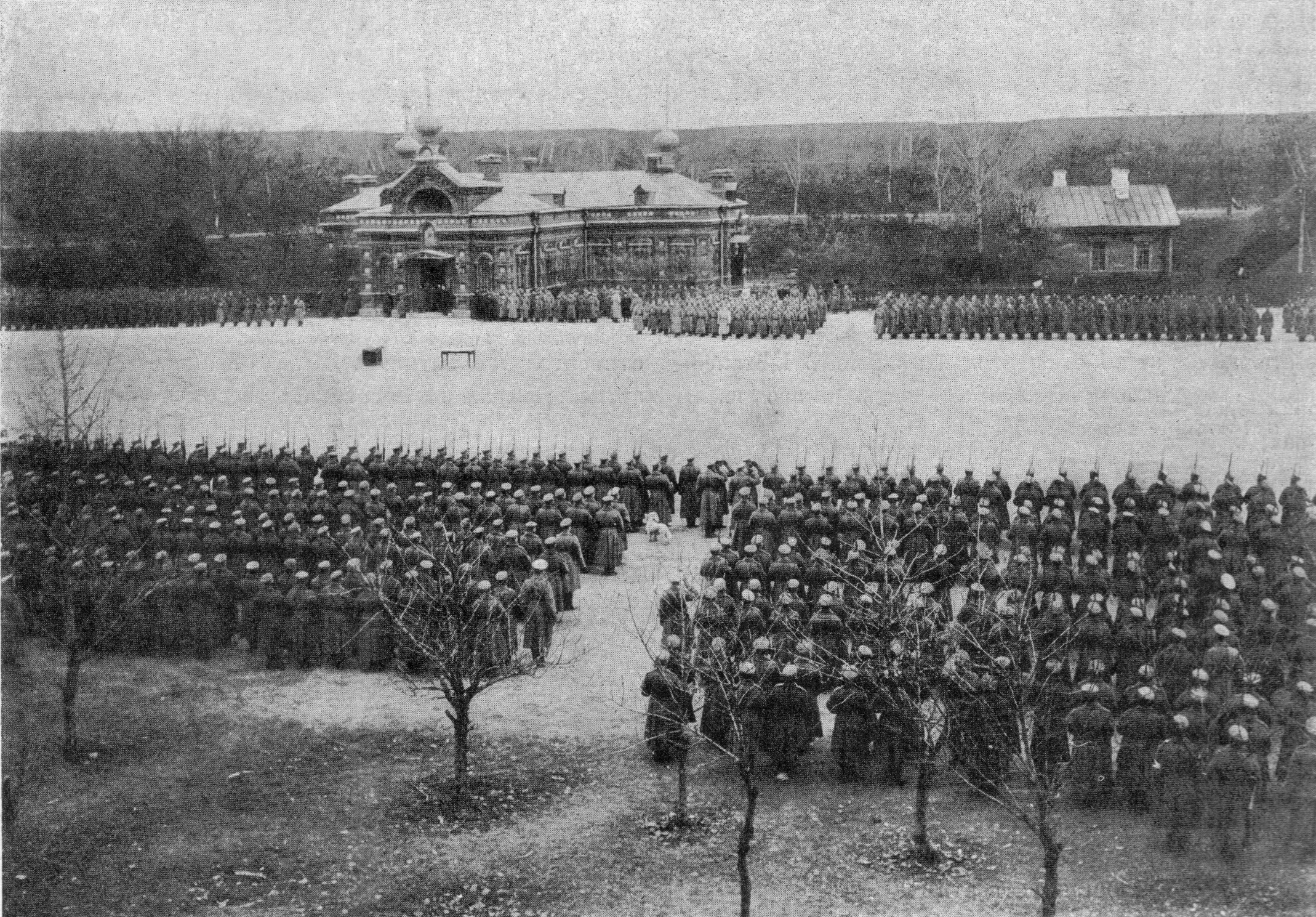
1914. Włodzimierski 61 pp na placu Fortu I Twierdzy Osowiec podczas apelu

61 Włodzimierski pułk piechoty (ros. 61-й Владимирский пехотный полк) – oddział piechoty okresu Imperium Rosyjskiego, sformowany 25 czerwca 1700 za panowania Piotra I Wielkiego, rozformowany w 1918.

## Charakterystyka
Pułk został sformowany przez generała Adama Weide 25 czerwca 1700 w Moskwie jako Jungora Włodzimierski Pułk Piechoty. W 1702 został nazwany Pułkiem Piechoty Poroszyna, a w 1703 dołączono do niego Pułk Gubernatora Petersburga.
Po zmianie nazw pułków przez Piotra Wielkiego 10 marca 1708 pułk został nazwany Piechoty Włodzimierskiej.
W 1727 pułk krótko nosił nazwę 1 Permski. Pod koniec XVIII wieku pułk kilkakrotnie zmieniał nazwę:
- 29 listopada 1796 przemianowano go na muszkieterski;
- 2 kwietnia 1798 muszkieterski generała piechoty hrabiego Gudowicza II;
- 8 czerwca 1800 muszkieterski generała piechoty Rosenberga;
- 31 marca 1801 pułk otrzymał poprzednią nazwę - Pułk Włodzimierski;
- 22 lutego 1811 pułk przemianowano na Włodzimierski Pułk Piechoty[4].

## Dowódcy pułku
- 1702 — ? — Wasilij Poroszyn
- w 1717 — Siemion Blekłyj
- w 1756 — baron von Albedil
- 1783—1787 — pułkownik Herman von Verzen
- 01.01.1795 — 10.01.1798 — pułkownik Iwan Syrochniew
- 09.04.1799 — 06.10.1800 — pułkownik Siergiej Riepinski
- 16.03.1801 — 20.07.1801 — pułkownik Jakow Kononow
- 20.07.1801 — 11.10.1803 — pułkownik Karł Purpur
- 25.03.1804 — 02.09.1809 — podpułkownik (od 23.04.1806 pułkownik) Timofiej Ebijewski
- 23.11.1809 — 20.08.1811 — podpułkownik Wasilij Chalapin
- 26.01.1812 — хх.хх.1815 — major (od 05.12.1813 podpułkownik) Wasilij Borowikow (Zmarł na służbie; najwyższym rozkazemu z dniem 02.01.1816 spisany jako zmarły)
- 01.01.1816 — 28.04.1818 — pułkownik Nikołaj Titow
- 28.04.1818 — 24.03.1826 — pułkownik Aleksiej Stiepanow
- 24.03.1826 — 05.05.1829 — p.o. podpułkownik Franz Popławski
- 05.05.1829 — 21.04.1833 — podpułkownik (od 01.03.1833 pułkownik) Josif Chrzanowski
- 21.04.1833 — 31.05.1837 — pułkownik (od 18.04.1837 generał major) Iwan Zagorski
- 02.07.1837 — 30.01.1841 — podpułkownik (od 06.12.1837 pułkownik) Piotr Zapolski
- 30.01.1841 — 12.12.1849 — pułkownik (od 03.04.1849 generał major) Josif Kościelecki
- 12.12.1849 — 18.05.1850 — pułkownik Foma Obyrn (zmarł na służbie; najwyższym rozkazem z dniem 18.05.1850 spisany jako zmarły)
- 18.05.1850 — 04.01.1855 — pułkownik (od 06.12.1854 generał major) Jegor Kowalow
- 04.01.1855 — 30.08.1855 — pułkownik (od 02.06.1855 generał major) baron Nikołaj Delwig
- 30.08.1855 — 08.09.1859 — podpułkownik (od 21.07.1858 pułkownik) Grigorij Wencel
- 08.09.1859 — 10.11.1859 — pułkownik Piotr Lwow
- 10.11.1859 — 04.08.1862 — pułkownik Aleksandr Andriejanow
- 04.08.1862 — 08.11.1862 — pułkownik Wojciech Ostrowski
- 08.11.1862 — 06.05.1867 — pułkownik Aleksandr Biernow
- 06.05.1867 — хх.05.1867 — pułkownik Władimir Tołmaczow
- 30.05.1867 — 14.01.1877 — pułkownik Nikołaj Turbin
- 14.01.1877 — 10.09.1877 — fligiel adiutant pułkownik Gieorgij Iljinski
- 10.09.1877 — 22.07.1878 — pułkownik Wasilij Argamakow
- 22.07.1878 — 17.05.1891 — pułkownik Wiktor Zawadzki
- 29.05.1891 — 24.10.1899 — pułkownik Walerian Kiszyniec
- 31.10.1899 — 06.07.1904 — pułkownik Franc Bokszczanin
- 27.07.1904 — 19.12.1906 — pułkownik Władimir Obruczew
- 19.12.1906 — 12.05.1910 — pułkownik Piotr Tichanowicz
- 08.06.1910 — 24.05.1913 — pułkownik (od 13.04.1913 generał major) kniaź Dmitrij Kropotkin
- 24.05.1913 — 17.10.1915 — pułkownik Aleksiej Bielawski
- 03.11.1915 — 06.12.1916 — pułkownik baron Andriej Arpsgofen
- 14.12.1916 — 08.05.1917 — pułkownik Ksenofont Gamrat-Kuriek
- 08.05.1917 — 30.06.1917 — pułkownik Wiktor Chakaja
- 30.06.1917 — хх.хх.хххх — pułkownik Kronid Jachontow[5].

Święto pułkowe: 23 czerwca (Włodzimierskiej ikony Przenajświętszej Bogurodzicy). 
Dyslokacja: w 1820 — Aleksandrow; drugi batalion w guberni słobodzko-ukraińskiej, w miejscu stacjonowania 2 Dywizji Ułanów; od 1 lipca 1903 w Białymstoku, od 1910 do 1914: Osowiec.

## Szlak bojowy pułku
(na podstawie materiałów Pamiatka 61-go piechotnogo Władimirskogo połka; typografia M.M. Stasiulewicza, Petersburg, Wyspa Wasilewska, 5 linia 28, 1900)
Wojna Ojczyźniana 1812
Wraz z wybuchem wojny w 1812 pułk został podzielony na kilka oddziałów. Dwa czynne bataliony znazały się w 3. Armii Obserwacyjnej, w korpusie Kamieńskiego w 18. Dywizji Piechoty Sorokina. Następnie zostały przeniesione do armii Cziczagowa, do 2. Korpusu Markowa.
Kompania grenadierów 2. batalionu była częścią 1. połączonego batalionu grenadierów 18. dywizji, która z kolei walczyła jako część połączonej brygady grenadierów swojego korpusu.
Batalion rezerwowy został przydzielony do 35. dywizji, przeznaczonej dla 2. armii rezerwowej, lecz dywizja ta została przeniesiona do korpusu Sakena 3. armii obserwacyjnej.
Kampanie zagraniczne 1813-1814.
W kampaniach zagranicznych wszystkie bataliony pułku brały udział w bitwach pod Gorodecznem, nad Berezyną, o Koenigswart, pod Budziszynem, nad Kaczawą (Katzbach), pod Brienne-le-Château, pod La Rothière, pod Montmirail.
Wojna krymska (wschodnia) 1853-1856
Chanat Krymski był wcześniej lojalnym wasalem Turcji, stąd możliwości aktywnego działania wywiadu tureckiego wśród miejscowych Tatarów w celu wzniecenia powstania przeciwko władzom Imperium Rosyjskiego. Takie powstanie mogłoby odciąć szlaki zaopatrzeniowe armii rosyjskiej na Krymie, które biegły od Perekopu do Sewastopola i były w zasięgu ręki z Eupatorii. Tureccy emisariusze zdołali zorganizować zamieszki w rejonach Eupatorii, Perekopu i Dżankoju.
W bitwie nad rzeką Almą straty pułku wyniosły: zabici - 20 oficerów i 561 żołnierzy niższych rang, ranni 29 oficerów, 583 niższych rang, zaginieni w akcji 108 niższych rang. Dowódca pułku, pułkownik Kowalow, został trafiony w pierś, prosto w Krzyż Świętego Jerzego. Grupy żołnierzy, zdezorganizowane ogniem, zostały uszeregowane i osobiście poprowadzone do ataku przez generała piechoty księcia P. D. Gorczakowa. Za ten wyczyn książę został mianowany szefem pułku 21 czerwca 1860.
Pułk wziął udział w bitwach o Bałakławę i Inkerman.
Od 25 marca 1855 pułk bronił Sewastopola. Personel pułku brał udział w wypadach i odparciu kontrataków, przetrwał 6 bombardowań.
6 czerwca pułk odparł francuski atak na 2. bastion. 27 sierpnia pułk wytrzymał 2-krotny brytyjski atak na 3. bastion.
Za wojnę krymską pułk otrzymał 4 sztandary św. Jerzego z napisem „Za Sewastopol w 1854 i 1855 r.”
Wojna turecka 1877-1878
Pułk działał w pobliżu Plewnej i 30 sierpnia zaatakował Plewnę od południa. Reduta Abdul-bej-tabija po lewej stronie została zajęta przez pułk. Dowódca 1. batalionu, major Gortałow, został mianowany komendantem zdobytej reduty. Zginął bohatersko podczas późniejszego kontrataku Turków na redutę. Za wyróżnienie w wojnie z Turkami, 11 kwietnia 1879 pułk otrzymał odznaki na nakrycia głowy z napisem: „Za zdobycie reduty w pobliżu Plewnej”.
Rewolucja 1905
W czasie pierwszej rewolucji rosyjskiej 1905 – 1907 pułk aktywnie uczestniczył w zdławieniu wystąpień rewolucyjnych w Warszawie, Białymstoku, Łodzi. Pod dowództwem pułkownika W.N. Obruczewa przebywał w Białymstoku podczas słynnego pogromu żydowskiego (1-4 czerwca 1906), Obruczew odpowiadał za zaprowadzenie porządku w południowej części miasta. 
I wojna światowa
Pułk pozostawał w składzie 16 Dywizji Piechoty 6 Korpusu Armijnego.

## Przyporządkowanie 1 stycznia 1914
- 6 Korpus Armijny (6 АК, 6 армейский корпус), Łomża
  - 16 Dywizja Piechoty (16-й пехотной дивизии), Białystok
    - 1 Brygada Piechoty, Białystok
      - 61 Włodzimierski pułk piechoty